# Euxoa castanea
Euxoa castanea är en fjärilsart som beskrevs av Lafontaine 1981. Euxoa castanea ingår i släktet Euxoa och familjen nattflyn. Inga underarter finns listade i Catalogue of Life.